# Mesacanthion pannosum
Mesacanthion pannosum är en rundmaskart som beskrevs av Christian Wieser 1959. Mesacanthion pannosum ingår i släktet Mesacanthion och familjen Enoplidae. Inga underarter finns listade i Catalogue of Life.